# Feathers (Buckethead)
Feathers è il cinquantanovesimo album in studio del chitarrista statunitense Buckethead, pubblicato il 4 ottobre 2013 dalla Hatboxghost Music.

## Descrizione
Sebbene si tratti del ventottesimo disco appartenente alla serie "Buckethead Pikes", Feathers è stato pubblicato dopo Splatters, etichettato come il 29º album appartenente alla medesima serie ma pubblicato cinque giorni prima.

## Tracce
Musiche di Buckethead.
1. Feathers – 2:48
2. Claw Station – 2:13
3. Mill – 5:12
4. Faded – 6:33
5. Cactus Spines – 4:46
6. Lake Whisperer – 3:35
7. Rooster Row – 6:32

## Formazione
- Buckethead – chitarra, basso, programmazione